# آزی
آزی یا آسی 
(به انگلیسی استرالیایی: Aussie) اصطلاحی‌ست عامیانه در میان انگلیسی‌زبانان که برای نامیدن شهروندان یا هر چیز منشأ گرفته از استرالیا به کار می‌رود.
این کلمه در استرالیا، نیوزیلند، بریتانیا و ایرلند اُزی (oz-ee) تلفظ می‌شود اما در آمریکا و کانادا معمولاً به شکل آسی (aw-see) تلفظ می‌شود.